# Литковское сельское поселение
Литковское се́льское поселе́ние — муниципальное образование в Тарском районе Омской области Российской Федерации.
Административный центр — село Литковка.

## История
Статус и границы сельского поселения установлены Законом Омской области от 30 июля 2004 года № 548-ОЗ «О границах и статусе муниципальных образований Омской области»

## Население
| 2010 | 2011 | 2012 | 2013 | 2014 | 2015 | 2016 |
| ---- | ---- | ---- | ---- | ---- | ---- | ---- |
| 479  | ↘478 | ↗506 | ↘475 | ↘472 | ↘468 | ↘449 |
| 2017 | 2018 | 2019 | 2020 | 2021 | 2023 |      |
| →449 | ↘445 | ↘437 | ↘428 | ↘403 | ↘393 |      |

## Состав сельского поселения
| № | Населённый пункт | Тип населённого пункта       | Население |
| - | ---------------- | ---------------------------- | --------- |
| 1 | Литковка         | село, административный центр | ↗515      |
| 2 | Петровка         | село                         | ↘51       |